# Friuli Latisana Pinot bianco frizzante
Il Friuli Latisana Pinot bianco frizzante è un vino DOC la cui produzione è consentita nella provincia di Udine.